# Шеллефтео (аеропорт)
Аеропорт Шеллефтео (швед. Skellefteå flygplats)(IATA: SFT, ICAO: ESNS) — аеропорт поблизу села Фальмарк, за 17 км SE від Шеллефтео та за 5 км на захід від міста Бурео Вестерботтен, Швеція.

## Історія
Аеропорт було відкрито в 1961 році.
В 1966 році злітно-посадкова смуга була розширена і того ж року введено посадку за приладами .
Початкова злітно-посадкова смуга була розширена до 1800 метрів в 1979 році, а термінал розширено в 1991 році.
Злітно-посадкову смугу розширено до сьогоденної довжини 2100 метрів в 2002 році, а нову вежу було побудовано в 2004 році.
Керівництво аеропорту перейшло до муніципалітету Шеллефтео 1 квітня 2010.

## Авіалінії та напрямки, березень 2022
| Авіакомпанія                    | Пункт призначення                     |
| ------------------------------- | ------------------------------------- |
| BRA Braathens Regional Airlines | Стокгольм-Бромма Сезонно: Гетеборг    |
| Novair                          | Сезонний чартер: Родос                |
| Ryanair                         | Стокгольм-Арланда                     |
| Scandinavian Airlines           | Стокгольм-Арланда                     |
| Transavia                       | Сезонний чартер: Амстердам, Роттердам |
| Wizz Air                        | Гданськ                               |

## Пасажирообіг
Див. джерело запитів Вікіданих та джерела.